# Алфафар
Алфафар, Альфафар (валенс. Alfafar, ісп. Alfafar) — муніципалітет в Іспанії, у складі автономної спільноти Валенсія, у провінції Валенсія. Населення — 20 730 осіб (2010).

## Географія
Муніципалітет розташований на відстані близько 300 км на схід від Мадрида, 6 км на південь від Валенсії.
На території муніципалітету розташовані такі населені пункти: (дані про населення за 2010 рік)
- Алфафар: 20664 особи
- Ел-Тремолар: 66 осіб

## Демографія
Динаміка населення (INE ):

## Галерея зображень

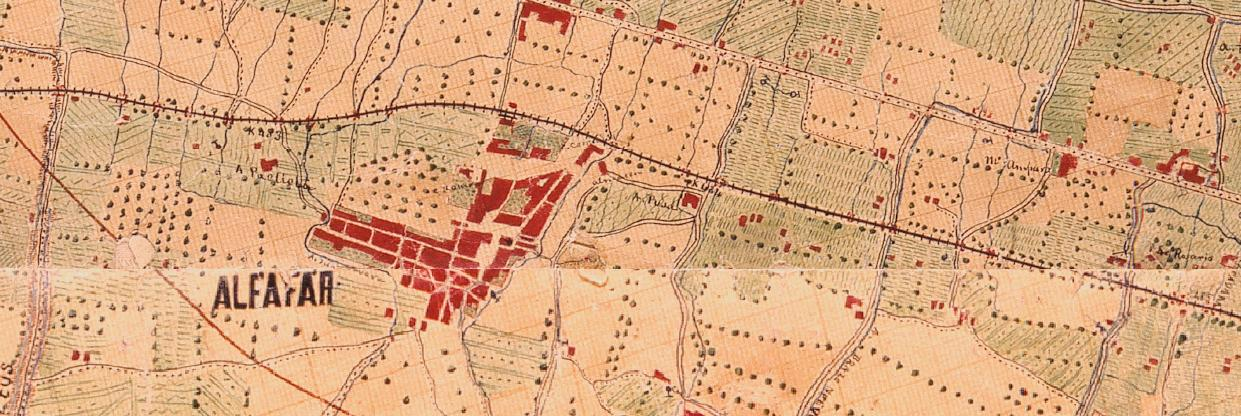
Алфафар у 1883 році
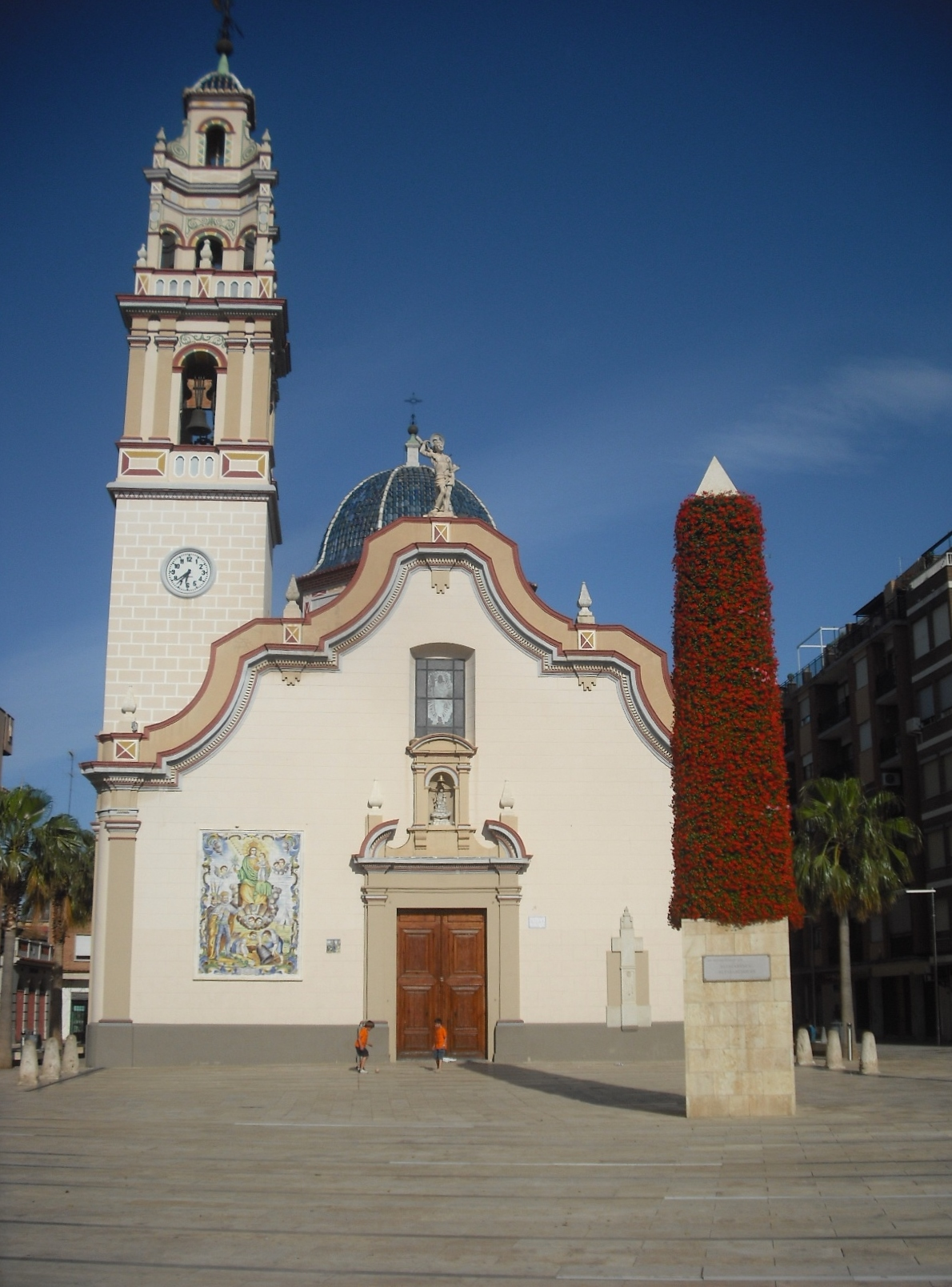
Церква Нуестра-Сеньйора-дель-Дон